# Wspólnota administracyjna Kühbach
Wspólnota administracyjna Kühbach – wspólnota administracyjna (niem. Verwaltungsgemeinschaft) w Niemczech, w kraju związkowym Bawaria, w rejencji Szwabia, w regionie Augsburg, w powiecie Aichach-Friedberg. Siedziba wspólnoty znajduje się w miejscowości Kühbach.
Wspólnota administracyjna zrzesza jedną gminę targową (Markt) oraz jedna gminę wiejską (Gemeinde): 
- Kühbach, gmina targowa, 4 046 mieszkańców, 37,57 km²
- Schiltberg, 1 872 mieszkańców, 29,81 km²